# Ancien couvent de Saint-Léonard
L'ancien couvent de Saint-Léonard est un couvent situé au 280, rue Pettigrew à Saint-Léonard-de-Portneuf au Québec (Canada). Il s'agit d'un bâtiment de deux étages construit en 1953 et recouvert de bardeau d'amiante. Il sert de couvent pour les Sœurs servantes du Saint-Cœur de Marie de sa construction à 1997. Il est cité comme immeuble patrimonial par la municipalité de Saint-Léonard-de-Portneuf en 2008.

## Histoire

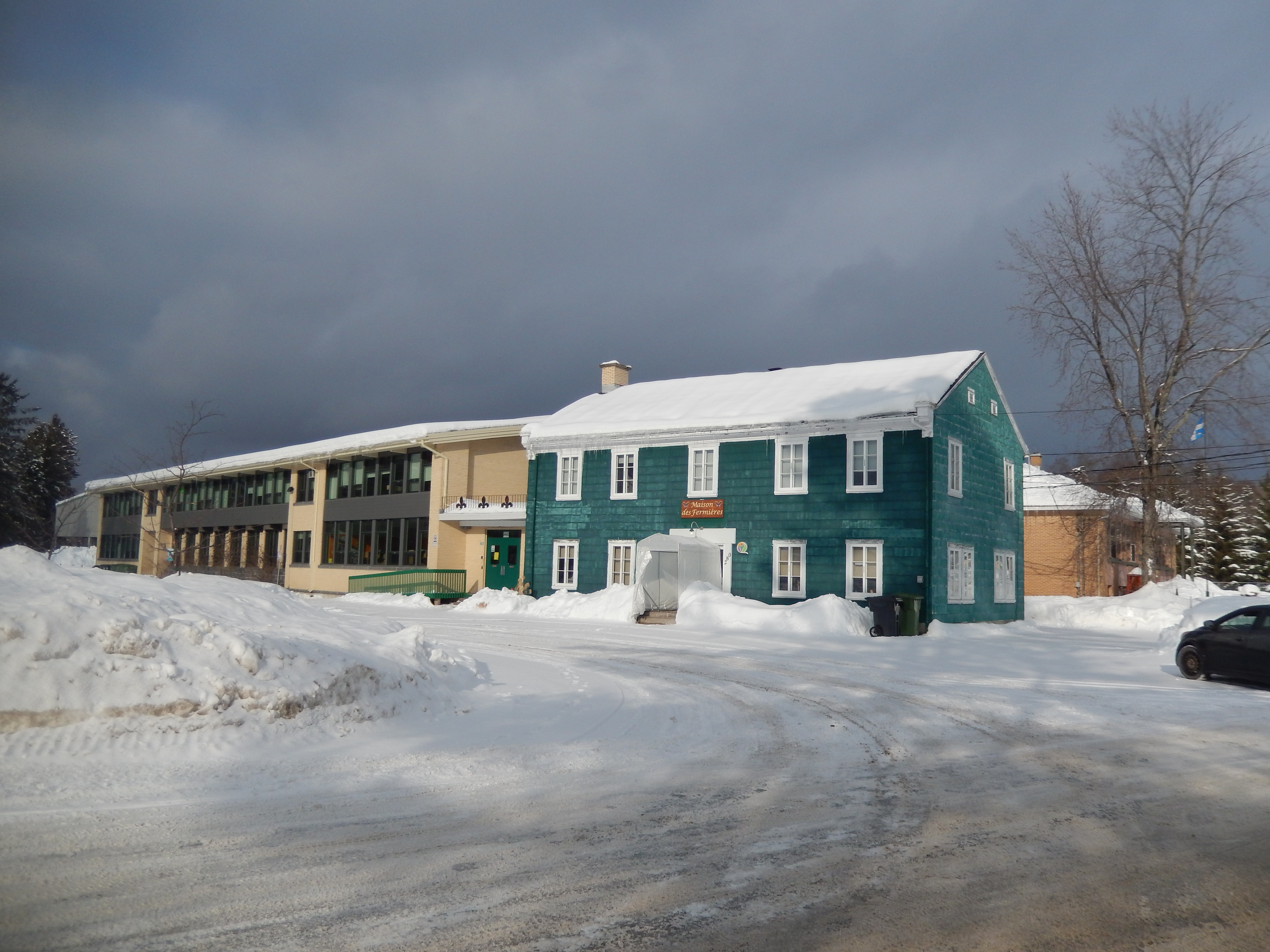
Ensemble comprenant le couvent et les deux écoles.

Au début des années 1950, le curé de Saint-Léonard constate la surcharge des petites écoles locales et désire confier l'éducation à une communauté religieuse. L'éducation est confiée aux Sœurs servantes du Saint-Cœur de Marie en 1953 et le couvent de Saint-Léonard et un petit collège relié au couvent par un passage couvert sont construits la même année, en 1960. le petit collège devient trop petit et une seconde école, nommée Marie-du-Saint-Sacrement, est construite la même année et est reliée au couvent par un second passage couvert. L'ancien petit collège devient une école primaire et la nouvelle école une école secondaire. En 1964, les élèves du secondaire sont transférés à Saint-Raymond. Les élèves du primaire sont alors déplacés à l'école Marie-du-Saint-Sacrement.
En 1980, le petit collège est acheté par la municipalité et devient le centre municipal (mairie). Le premier passage couvert est démoli et remplacé par une galerie sur le mur arrière. Les Sœurs servantes du Saint-Cœur de Marie habitent le couvent jusqu'en 1997. En 2000, la Caserne du lin, un atelier de production textile et un centre d'interprétation du lin, emménage dans le couvent. La municipalité de Saint-Léonard-de-Portneuf cite le couvent comme immeuble patrimonial le 3 mars 2008. La Caserne du lin ferme ses portes en 2014.

## Architecture

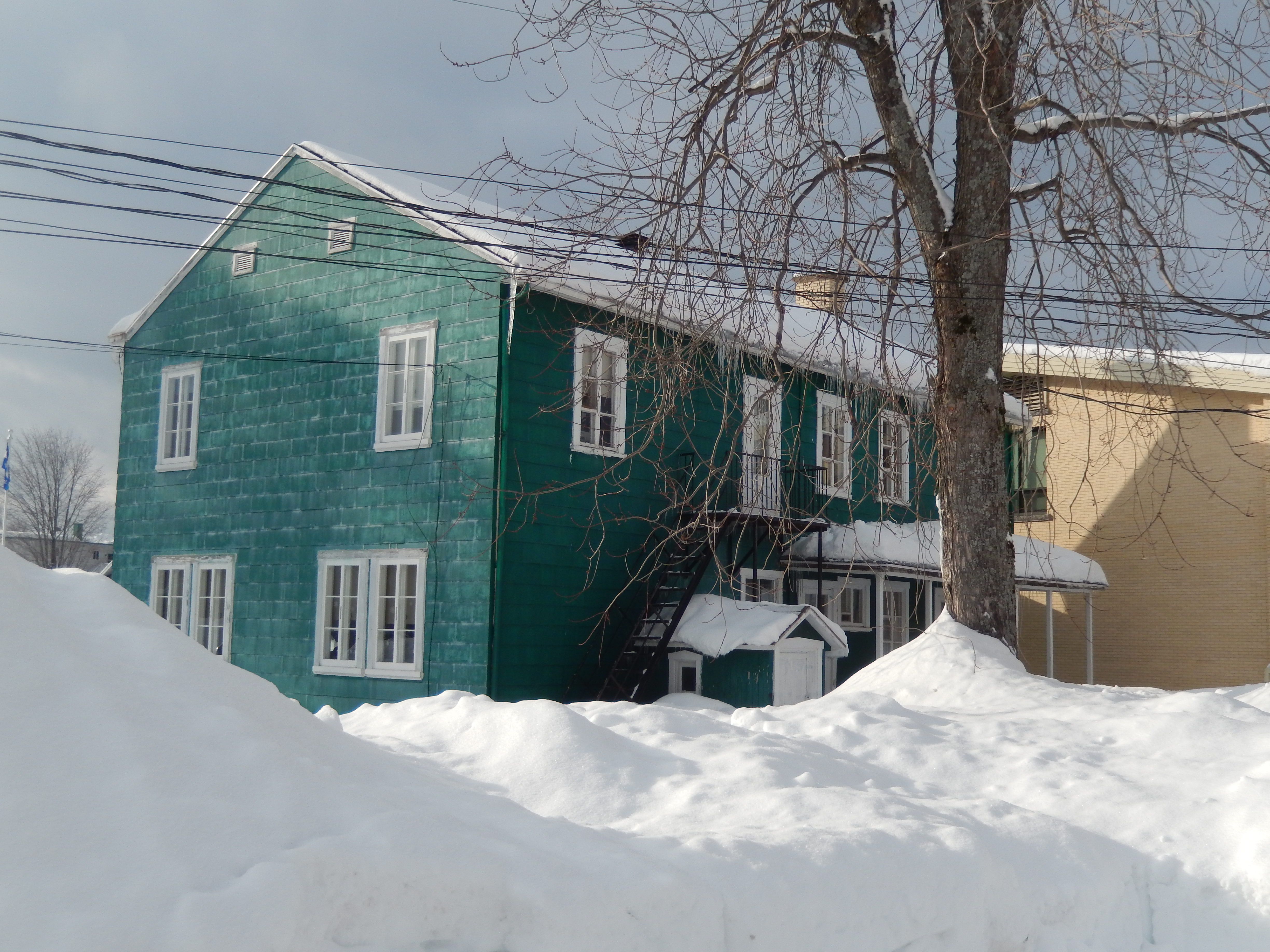
Arrière du couvent.

L'ancien couvent de Saint-Léonard est témoin de la persistance de l'architecture classique dans l'architecture institutionnelle rurale du XXe siècle. On y rencontre plusieurs éléments issus du classicisme comme la symétrie de la façade, son portail flanqué de pilastres et surmonté d'un entablement, sa corniche, ainsi que la présence de corbeaux disposés sous les extrémités du toit.
Le bâtiment est recouvert d'un bardeau d'amiante, un matériau fréquemment utilisé en milieu rural à l'époque de sa construction. Le couvent a gardé un bon nombre de ses composantes d'origine. Si le premier passage couvert a été remplacé par une galerie, le second est quant à lui toujours présent. La petite taille du couvent est aussi bien adaptée à sa localisation dans un milieu villageois.